# Camil·la del Regne Unit
Camil·la del Regne Unit (anglès: Camilla, Queen of the United Kingdom)  (Lambeth, 17 de juliol de 1947) nascuda Camilla Rosemary Shand, més tard Parker Bowles, és la reina consort del Regne Unit de Gran Bretanya i Irlanda del Nord.
En casar-se en segones núpcies amb Carles, llavors hereu del tron britànic, el 9 d'abril de 2005, va passar a formar part de la família reial britànica. Tot i tenir dret a ser coneguda com a princesa de Gal·les, va utilitzar el títol de duquessa de Cornualla, la designació secundària del seu marit. A Escòcia era coneguda com a duquessa de Rothesay.

## Biografia
Camilla Rosemary Shand va néixer al King's College Hospital de Londres el 17 de juliol de 1947. Va créixer entre The Laines, una casa de camp del segle xviii a Plumpton al comtat d'East Sussex, i un casal a South Kensington, la segona residència familiar. Els seus pares eren l'oficial de l'exèrcit britànic i més tard home de negocis Bruce Shand (1917-2006) i Rosalind (nascuda Cubitt; 1921-1994). Té una germana menor, Annabel Elliot, i tenia un germà petit, Mark Shand (1951-2014). La seva besàvia materna, Alice Keppel, havia estat amant del rei Eduard VII des del 1898 al 1910. L'1 de novembre de 1947, Camilla va ser batejada a Firle Church a East Sussex. La mare de Camilla era mestressa de casa, mentre el pare tenia diversos negocis després de retirar-se de l'exèrcit. Va ser sobretot soci de Block, Grey and Block, una empresa de comerciants de vins a South Audley Street al barri de Mayfair, que després es va unir a Ellis, Son and Vidler de Hastings i Londres.
De nena, Camilla era una lectora voraç gràcies a la influència del seu pare, el qual li llegia freqüentment. Va créixer envoltada de gossos i gats i, a una edat jove, va aprendre a muntar a poni. Segons ella mateixa, va tenir una infantesa «totalment perfecta". Als cinc anys, Camilla va ser enviada a Dumbrells, una escola coeducativa del poble de Ditchling. Va deixar Dumbrells als deu anys per anar a la Queen's Gate School a Queen's Gate al barri londinenc de South Kensington. Els seus companys de Queen's Gate la coneixien com «Milla». Entre els companys de classe hi havia la cantant Twinkle, que la va descriure com una noia de «força interior» que desprenia «magnetisme i confiança». Una de les professores de l'escola era l'escriptora Penelope Fitzgerald, que ensenyava francès i recordava Camilla com a «brillant i animada». Camilla va deixar Queen's Gate el 1964. Amb setze anys, va traslladar-se per assistir a l'escola Mon Fertile a Tolochenaz a Suïssa. Després de completar-hi el curs se'n va anar cap a França per estudiar literatura francesa i francès a l'Institut de la Universitat de Londres a París durant sis mesos.
El 25 de març de 1965, Camilla va debutar a l'alta societat de Londres, una de les 311 persones que ho van fer aquell any. Després de mudar-se de casa, va compartir un petit pis a Kensington amb la seva amiga Jane Wyndham, neboda de la decoradora Nancy Lancaster. Més tard se’n va anar a un pis més gran del barri de Belgravia, que va compartir amb la propietària Lady Moyra Campbell, la filla del duc d'Abercorn, i més tard amb Virginia Carington, filla del polític Peter Carington, 6è baró Carrington. Virginia va estar casada amb l'oncle de Camilla, Henry Cubitt, des del 1973 fins al 1979 (i el 2005 va esdevenir ajudant especial de Camilla i Carles). Camilla va treballar com a secretària per a diverses empreses del barri del West End. Més tard va ser contractada com a recepcionista per la firma de decoració Sibyl Colefax &John Fowler a Mayfair. És una apassionada de l'hípica i freqüentava activitats eqüestres. També tenia una passió per a la pintura, la qual cosa va fer que dugués a terme una tutoria privada amb una artista, tot i que la major part de la seva obra acabava a la paperera. Altres interessos eren la pesca, l'horticultura i la jardineria.

## Primer matrimoni
A final de 1960, Camilla va conèixer Andrew Parker Bowles, llavors oficial de la guàrdia i tinent dels Blues and Royals, a través del seu germà més jove, Simon Parker Bowles, que treballava per la marca de vi del seu pare a Mayfair. Després d'una relació intermitent durant anys, Andrew i Camilla van anunciar el seu compromís a The Times el 1973, i es van casar el 4 de juliol d'aquell mateix any en una cerimònia catòlica romana a la Guards Chapel als Wellington Barracks de Londres. Camilla tenia vint-i-cinc anys i Parker Bowles trenta-i-tres. El seu vestit de núvia va ser dissenyat per la casa de moda britànica Bellville Sassoon. Entre les dames d'honor hi havia la filla de Parker Bowles, lady Emma Herbert. Va ser considerat el casament social de l'any amb vuit-cents convidats, entre els quals la princesa Anna, la reina Elisabet i la princesa Margarida.

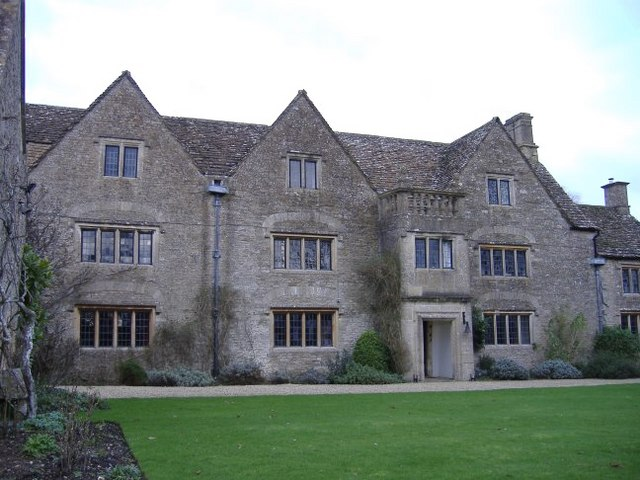
Bolehyde Manor a Allington, Wiltshire

La parella va instal·lar-se a Wiltshire, on van comprar Bolehyde Manor al municipi d'Allington i més tard Middlewick House a Corsham. Van tenir dos fills: Tom (nascut el 1974), fillol del príncep Carles, i Laura (nascuda el 1978). Tots dos fills van ser criats en la fe catòlica romana del pare, sobretot durant la vida de l'àvia paterna Ann Parker Bowles. No obstant això, Camilla va romandre anglicana i no es va convertir al catolicisme romà. Laura va assistir a una escola de noies catòliques, però es va casar en una església anglicana i Tom no va assistir a l'Ampleforth College com el seu pare, sinó a Eton, i es va casar fora de l'església catòlica.
Al desembre de 1994, després de vint-i-un anys de matrimoni, la parella va començar el procés de divorci, al·legant que feia anys que vivien per separat. El juliol d'aquell any, la seva mare Rosalind havia mort per osteoporosi i el seu pare més tard va descriure-ho com «un moment difícil per a ella». El divorci es va concedir el gener de 1995 a la High Court Family Division de Londres. El divorci es va acabar el març de 1995. Un any després, Andrew Parker Bowles es va casar amb Rosemary Pitman que va morir el 2010.

## Relació amb Carles de Gal·les
Camilla i el Carles es van conèixer a mitjan 1971. Andrew Parker Bowles havia acabat la seva relació amb Camilla el 1970 i cortejava la princesa Anna, germana de Carles. Tot i que Camilla i Carles pertanyien al mateix cercle social i, de tant en tant, assistien als mateixos esdeveniments, no s'havien conegut formalment. El seu biògraf Brandreth escriu que la parella no es va reunir per primera vegada en un partit de polo, com s'havia cregut un temps. Es van conèixer a casa de la seva amiga mútua Lucía Santa Cruz, que els va presentar formalment. Es van fer amics íntims i, finalment, van començar a quedar, cosa que era ben coneguda dins del seu cercle social. Quan es van fer parella, es reunien regularment en els partits de polo a Smith's Lawn a Windsor Great Park, on Carles sovint jugava. Com que la relació es va consolidar, Carles va conèixer la família de Camilla a Plumpton i ell la va presentar a alguns membres de la seva família. La relació es va interrompre després que Carles es traslladés a l'estranger per unir-se a la Royal Navy a la primeria de 1973, i va acabar bruscament després.
Hi ha hagut diferents declaracions sobre per què la relació de la parella va acabar el 1973. Robert Lacey va escriure al seu llibre del 2008 Royal: Her Majesty Queen Elizabeth II, que Carles havia conegut Camilla massa d'hora i que no li havia demanat que l'esperés quan marxés a l'estranger per complir amb els seus deures militars. Segons Sarah Bradford al seu llibre de 2007 Diana, un membre del cercle proper del seu besoncle Lord Mountbatten va dir que Mountbatten va planejar que Carles fos traslladat a l'estranger per acabar amb la relació amb Camilla i poder deixar lloc a un compromís entre Carles i la seva neta Amanda Knatchbull. Algunes fonts suggereixen que la reina Elisabet no aprovava el matrimoni perquè volia que Carles es casés amb una de les netes de la família Spencer de la seva amiga íntima, lady Fermoy. Altres fonts també suggereixen que Camilla no volia casar-se amb Carles, sinó que volia casar-se amb Andrew Parker Bowles, perquè tenia una relació intermitent amb Parker Bowles des dels anys seixanta o que Carles hauria decidit que no es casaria fins als trenta anys.
En general, la majoria dels biògrafs estan d'acord que, fins i tot si Carles i Camilla volien casar-se o haguessin buscat l'aprovació per casar-se, s'hauria refusat, perquè segons la cosina i padrina de Carles Patricia Mountbatten, alguns cortesans del palau van trobar en aquell moment Camilla inadequada com a esposa per al futur rei. El 2005, va afirmar: «Amb retrospectiva, es pot dir que Carles s'hauria d'haver casat amb Camilla quan va tenir l'oportunitat per primera vegada. Ells eren ideals, ara ho sabem. Però no va ser possible.»[…] «no hauria estat possible, llavors no [… ]». No obstant això, van continuar sent amics. L'agost de 1979, Lord Mountbatten va ser assassinat per l'IRA. Carles en va quedar molt i s'hauria confiat molt en Camilla per consolar-lo. Durant aquest període, van començar a circular rumors entre amics íntims de les comunitats de Parker Bowles i de polo que deien que havien reprès la seva relació íntima. Una font propera a Camilla va confirmar que el 1980 ja havien tornat a ser amants. També hi ha veus del personal reial que afirmen que es van produir abans. Segons els informes, el marit de Camilla va aprovar-ho perquè ell mateix va tenir nombrosos amants durant tot el matrimoni. El 1981, Carles es va casar amb Lady Diana Spencer.
L'assumpte es va fer públic a la premsa una dècada després, amb la publicació de Diana: Her True Story el 1992, seguida de l'escàndol de la cinta Camillagate el 1993, en què es va filtrar una conversa telefònica íntima entre Camilla i Carles. El llibre i la cinta van danyar immediatament la imatge pública de Carles. Mentrestant, els mitjans de comunicació van demonitzar Camilla. El 1994, Carles finalment va parlar de la seva relació amb Camilla en una entrevista televisada amb Jonathan Dimbleby. Va dir a Dimbleby a l'entrevista: «La senyora Parker Bowles és una gran amiga meva… una amiga des de fa molt de temps. Continuarà sent una amiga durant molt de temps». Més tard va admetre a l'entrevista que la relació entre ell i Camilla es va reprendre després que el seu matrimoni es va trencar irremeiablement el 1986.

### Recuperació de la bona imatge
Després dels divorcis de cada un, el príncep Carles va declarar que la seva relació amb Camilla era, i és, innegociable. Carles era conscient que la relació rebia molta publicitat negativa, i va nomenar Mark Bolland per millorar la imatge pública de Camilla. Camilla es va acompanyar ocasionalment no-oficialment Carles en els esdeveniments. El 1999, la parella va fer una primera aparició pública junts a l'Hotel Ritz de Londres a una festa d'aniversari, davant uns dos-cents fotògrafs i reporters de tot el món. El 2000, va acompanyar Carles a Escòcia durant diversos compromisos oficials i, el 2001, va esdevenir presidenta de la National Osteoporosis Society, que la va presentar per primera vegada al públic.
Posteriorment, Camilla va trobar-se amb la reina Elisabet II, per primera vegada des que es va fer pública la relació, a la festa del 60è aniversari de l'antic rei de Grècia, Constantí II. Aquesta reunió va ser vista com l'aprovació per part de la reina de la relació de Carles i Camilla. Després d'una sèrie d'aparicions a llocs públics i privats, la reina va convidar Camilla a les celebracions del Jubileu d'Or el 2002. Es va asseure a la llotja reial darrere de la reina per a un dels concerts al Palau de Buckingham. Tot i que Camilla va conservar la seva residència, Ray Mill House, que havia comprat el 1995, prop de Lacock, al comtat de Wiltshire, es va instal·lar a Clarence House, la casa de Carles i la seva residència oficial des del 2003. El 2004, Camilla va acompanyar Carles en gairebé tots els esdeveniments oficials, incloent una visita de gran perfil junts als Highland games anuals a Escòcia. Cada vegada els mitjans de comunicació van especular sobre quan anunciarien el seu compromís i, amb el pas del temps, les enquestes dutes a terme al Regne Unit van mostrar un suport general al matrimoni.

## Segon matrimoni
El 10 de febrer de 2005, Clarence House va anunciar que Camilla i Carles estaven compromesos. Carles va regalar a Camilla un anell de compromís de diamants que es creu que va ser donat a la seva àvia, la Reina mare, quan va donar a llum a la seva filla, la reina Elisabet II. L'anell consta d'un diamant de tall quadrat amb tres baguettes de diamants a cada costat. Com a futur governador suprem de l'Església d'Anglaterra, la intenció de Carles de casar-se amb una divorciada va ser controvertida, però amb el consentiment de la reina, el govern i l'Església d'Anglaterra, la parella va poder casar-se. Elisabet, el primer ministre Tony Blair i l'arquebisbe de Canterbury, Rowan Williams, van pronunciar els seus millors desitjos en declaracions als mitjans de comunicació.
El matrimoni s'havia de produir el 8 d'abril de 2005 i s'havia de celebrar en una cerimònia civil al castell de Windsor, amb un posterior servei religiós de benedicció a la capella de Sant Jordi. No obstant això, celebrar un matrimoni civil al castell de Windsor hauria obligat el lloc a obtenir una llicència per a matrimonis civils, que no tenia. Una condició per a aquesta llicència és que el lloc amb llicència ha d'estar disponible per a un període d'un any per a qualsevol persona que vulgui casar-s'hi, i com que la família reial no volia posar el castell de Windsor a disposició del públic per als matrimonis civils, es van casar a l'ajuntament de Windsor Guildhall. El 4 d'abril es va anunciar que el matrimoni es retardaria un dia per permetre al Príncep de Gal·les i a alguns dels dignataris convidats assistir al funeral del papa Joan Pau II.
Els pares de Carles i Camilla no van assistir a la cerimònia matrimonial. A canvi, el fill de Camilla i el príncep Guillem, fill de Carles, van actuar com a testimonis de la unió. La Reina i el Duc d'Edimburg van assistir al servei de benedicció. Seguidament, la reina va celebrar una recepció per als nuvis al castell de Windsor. Entre els intèrprets hi havia el cor de la capella de St George, l'orquestra Philharmonia i el compositor gal·lès Alun Hoddinott. Com a regal de noces, The Marinsky Theatre Trust de Sant Petersburg va portar una cantant mezzosoprano russa, Ekaterina Semenchuk, al Regne Unit per interpretar una cançó especial per a la parella. Després del casament, la parella va viatjar a la casa rural del Príncep a Escòcia, Birkhall, i van realitzar les seves primeres aparicions públiques com a matrimoni durant la seva lluna de mel.

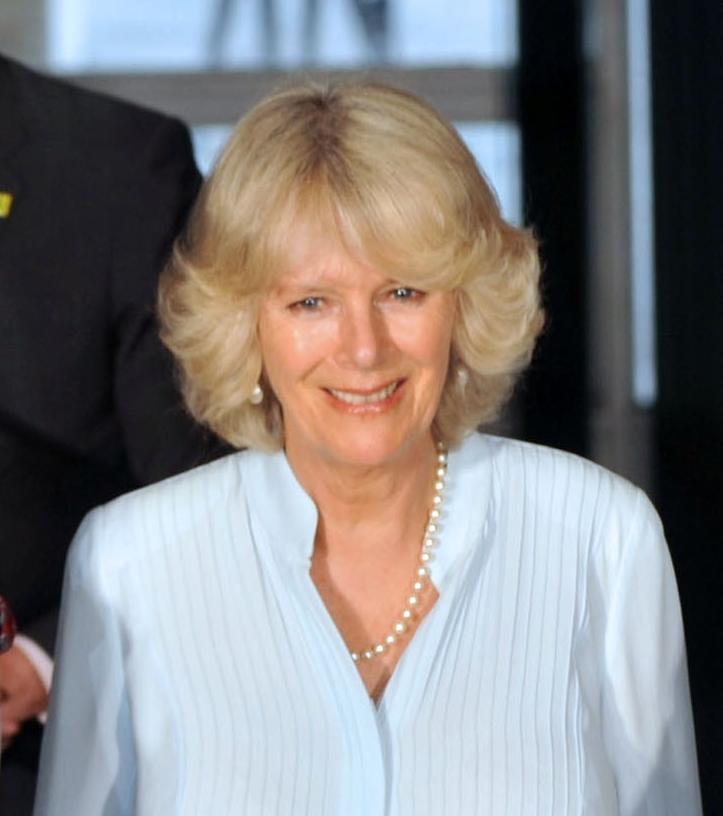
La duquessa Camil·la, l'any 2009

## Duquessa de Cornualla
Amb el títol de duquessa de Cornualla, tenia automàticament el rang de segona dona més important del Regne Unit (després de la reina). La reina va modificar l'ordre de precedència reial per a ocasions privades i va posar-la en quarta posició, després de la reina, la princesa Anna i la princesa Alexandra. Al cap de dos anys del matrimoni, la reina va donar-li més mostres de pertinença a la família: va prestar a la duquessa una tiara que havia pertangut a la reina mare i li va concedir el distintiu de l'Ordre de la Família Reial de la Reina Elisabet II.
Després del casament, Clarence House va esdevenir la residència oficial de la parella. També s'estava a Birkhall per a les vacances i a Highgrove House, a Gloucestershire, per a reunions familiars. El 2008 van establir una residència a Llwynywermod a Gal·les, on es desplacen cada any a l'estiu i en altres ocasions. Per passar temps sola amb els seus fills i nets, la duquessa encara manté la casa Ray Mill House, on va residir del 1995 al 2003. La Duquessa de Cornualla té tres dames de companyia, inclosa la seva vella amiga Amanda MacManus, que és la dama principal i també la secretària privada auxiliar.
Tot i que no se'n va donar a conèixer públicament cap detall, al març del 2007 es va confirmar que Camilla havia estat sotmesa a una histerectomia. Al novembre del 2010, la parella va participar indirectament en les protestes estudiantils britàniques del 2010 quan els manifestants van atacar el seu cotxe, però en van sortir il·lesos. El 9 d'abril de 2012, al setè aniversari de noces, la reina va incloure Camilla en l'Orde Reial Victorià. El 2015, Carles va encarregar que un pub portés el nom de la duquessa, al poble de Poundbury. El pub va obrir el 2016 amb el nom de Duchess of Cornwall Inn. El 9 de juny de 2016, la reina la va nomenar com a membre del Consell Privat. És la primera princesa britànica per matrimoni nomenada en aquesta posició.